# Ruisseau de la Fou
Pour les articles homonymes, voir Fou.
Ne doit pas être confondu avec Clue de la Fou.
Le ruisseau de la Fou est un torrent s'écoulant sur les communes de Montferrer et Corsavy, dans le département français des Pyrénées-Orientales. Il se jette dans le Tech. Les gorges de la Fou, très étroites, sont un site touristique à l'accès payant jusqu'en 2019, quand un éboulement détruit les installations et entraine la fermeture du site au public.
À ne pas confondre avec la ribera de la Fou, qui s'écoule quelques hectomètres en amont.

## Étymologie
Le nom de gorges de la Fou vient du torrent qui coule dans ce canyon qui vient d'un vieux mot catalan fou qui signifie « précipice » ou encore « ravin, passage étroit ».

## Géographie
Les gorges de la Fou, situées à 2 km du centre-ville d'Arles-sur-Tech dans les Pyrénées-Orientales, sont un site naturel qui constitue une curiosité géologique. Elles ont été creusées par un ruisseau, la Fou, un affluent du Tech de 8.8 km de longueur sur 1 739 mètres de longueur dans la roche calcaire; ce sont des gorges extrêmement étroites et profondes (jusqu'à 250 mètres). Elles sont réputées être les gorges les plus étroites du monde.
Outre un ancien circuit de visite désaffecté et fermé au public d'une longueur de 1 500 mètres, il existe un réseau de galeries et de grottes qui ne sont pas visitables, étalées sur la longueur mais également sur la hauteur du site.
Les gorges se situent à la limite des deux communes de  Corsavy et de Montferrer, lesquelles se partagent respectivement ses parties nord et sud. La limite est précisément fixée par le ruisseau qui coule dans le canyon.

## Histoire
La légende indique que ces abîmes étaient l'habitat des sorcières et des génies malfaisants.
Aucun être humain n'osait alors s'aventurer dans ce défilé sombre, bruyant et malaisé. On ne trouve aucune transmission orale faisant état de la moindre tentative d'exploration de ces gorges. Toutefois la tradition raconte les exploits d'un habitant qui allait dénicher les aigles dans les excavations de la falaise. Dans les années 1830-1850, les bandits de grands chemins et détrousseurs de diligences, appelés localement trabucayres, semaient la terreur dans la vallée et s'en servaient comme refuge lorsqu'ils étaient poursuivis par les miquelets. C'est en 1928 seulement qu'un groupe d'arlésiens et d'améliens parvint pour la première fois à traverser totalement les gorges. Puis la visite est rendue plus aisée : un parcours d'une longueur de 1 500 mètres environ, d'un dénivelé de 9 % en moyenne, avec des passages de moins d'un mètre en largeur, est aménagé sur une passerelle métallique facile d'accès (temps de parcours aller-retour de l'ordre de 1 h 30).
Dans les années 2010, la visite des gorges attire plus de 80 000 visiteurs par an.
En 2019, de fortes précipitations causent la chute d'entre 300 et 600 m³ de roches qui se sont détachés des parois surplombant les gorges. Les passerelles sont détruites sur une distance importante et les gorges sont alors fermées au public en attendant des travaux de réparation.